# Waldbahn Thalham
| Waldbahn Thalham | Waldbahn Thalham    |
| ---------------- | ------------------- |
| Streckenlänge:   | 8 km                |
| Spurweite:       | 750 mm (Schmalspur) |
|                  |                     |

Die Waldbahn Thalham diente dem Holztransport aus dem Attergauer Klauswald in der österreichischen Gemeinde Straß im Attergau.

## Geschichte
Während des Ersten Weltkriegs gab es in der Gegend von Linz nicht genügend Brennholz. Im Auftrag der Landesregierung war die Eisenbahnabteilung Oberösterreich für den Holztransport aus dem Salzkammergut in die Stadt Linz verantwortlich.
Die Eisenbahnabteilung Wels plante 1920, eine 10 km lange Schmalspur-Waldbahn mit einer Spurweite von 750 mm vom Saurüssel in der damaligen Gemeinde Pabing (heute Gemeinde Straß im Attergau) bis zum Lokalbahnhof St. Georgen im Attergau der Lokalbahn Vöcklamarkt-Attersee zu bauen.
Die Waldbahn wurde 1920 vom Abhang des Saurüssels bis zur Gruber-Mühle in Thalham gebaut und in Betrieb genommen. Sie verlief entlang des Klausbaches bis Thalham, und führte durch den Ort Thalham bis zur Gruber-Mühle.  Um die Baukosten zu minimieren, wurden die letzten 2 km von der Gruber-Mühle bis zum Lokalbahnhof St. Georgen von der Gemeinde St. Georgen mit Pferdefuhrwerken bewältigt. Vertraglich wurde festgelegt, dass das Brennholz spätestens bis zum 1. November 1920 zum Lokalbahnhof anzuliefern sei, und dass die Bahn vor dem Wintereinbruch wieder abgebaut werden müsse.
Nach dem Winter 1920/21 wurde die Bahn teilweise wieder aufgebaut, aber nur noch bis zu einem Lagerplatz an der Mondseer Straße statt bis zur Gruber-Mühle. 4,2 PS-Puch-Motoren wurden bergauf zum Antrieb verwendet. Im steilen Gelände wurden die Langholz- oder Brennholz-Loren mit Seilwinden gesichert und bergab gebremst.

## Lage
- Strecke „Waldbahnhof“ (auf Parzelle 1487) bis zum Holzlagerplatz (auf Parzelle 2368) an der Straße L451 bei der Gruber-Mühle